# 相模大橋
相模大橋（さがみおおはし）は、神奈川県海老名市と厚木市の間の相模川に架かる橋梁。旧国道246号の経路であり、現在は神奈川県道40号横浜厚木線（重複43号、51号）の橋梁となっている。かながわの橋100選、土木学会選奨土木遺産に選ばれている。

## 概要
形式はゲルバー桁橋である。日本で初めて、活荷重が20 tで設計され、主桁の大半に高張力鋼を採用した。
夜間は欄干に青色の照明が点灯する。

### 諸元
- 種別 - 道路橋
- 形式 - ゲルバー桁橋（カンチレバープレートガーダー）
- 橋長 - 381 m
- 支間 - 57.8 m×5・両端部は45.6 m
- 活荷重 - TL-20
- 施主 - 神奈川県
- 橋梁設計 - 笹戸松二
- 橋桁製作 - 日本鋼管

## 歴史
- 1908年（明治41年）10月26日 - 「相模橋」として開通。
  - この時の橋の位置は、現在よりやや上流側で、現在あゆみ橋が架けられている付近である。
- 1910年（明治43年） - 秋の豪雨によって流失。
- 1912年（明治45年・大正元年） - 中央部を鋼橋として復旧。
- 1923年（大正12年） - 関東大震災により落橋。
- 1953年（昭和28年） - 現在の場所にて、架け替えに着工。
- 1955年（昭和30年）6月13日 - 開通。「相模大橋」と命名された。
- 2024年（令和6年）9月 - 土木学会選奨土木遺産に認定された[1]。

## ギャラリー

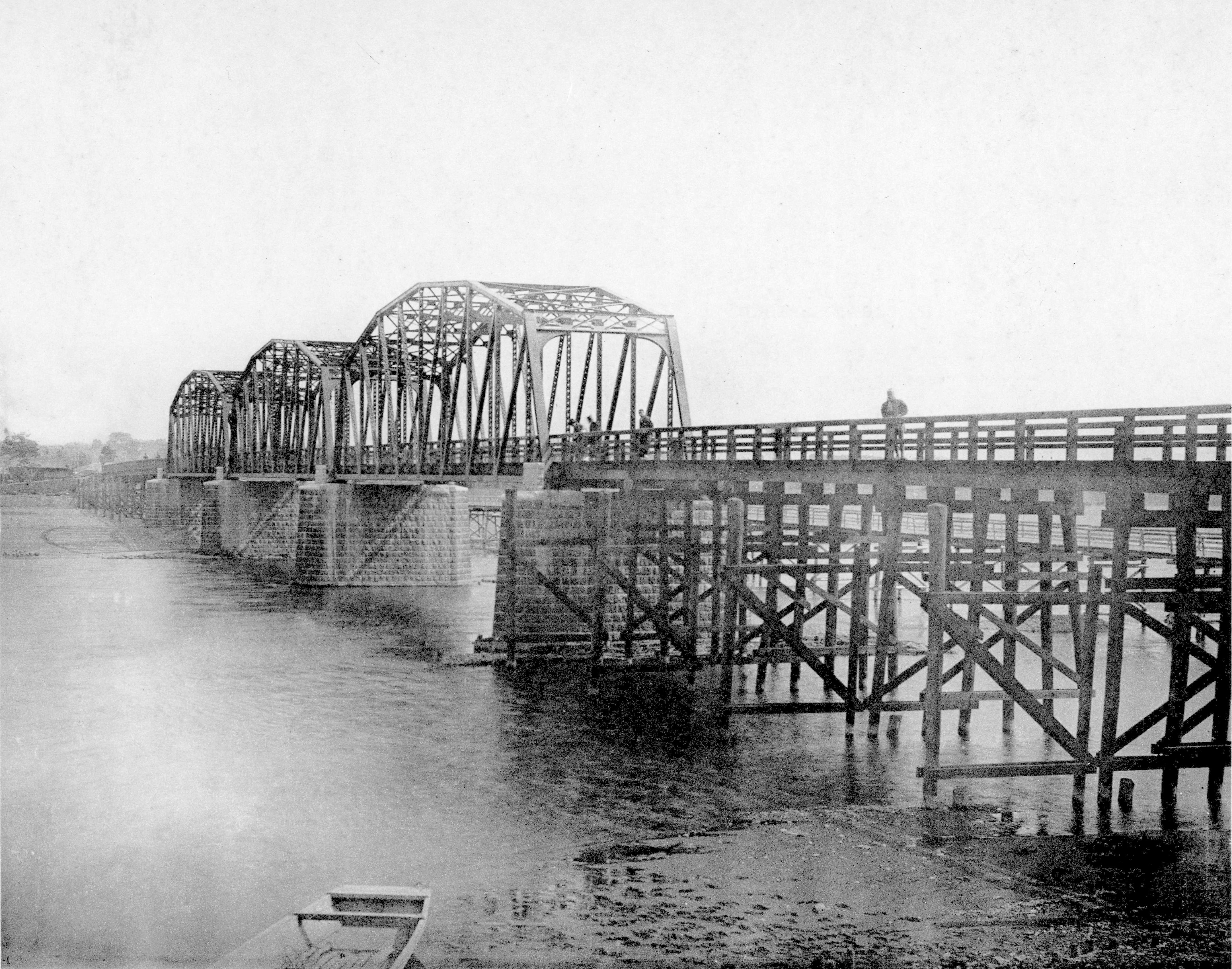
相模橋。大正11年頃撮影。
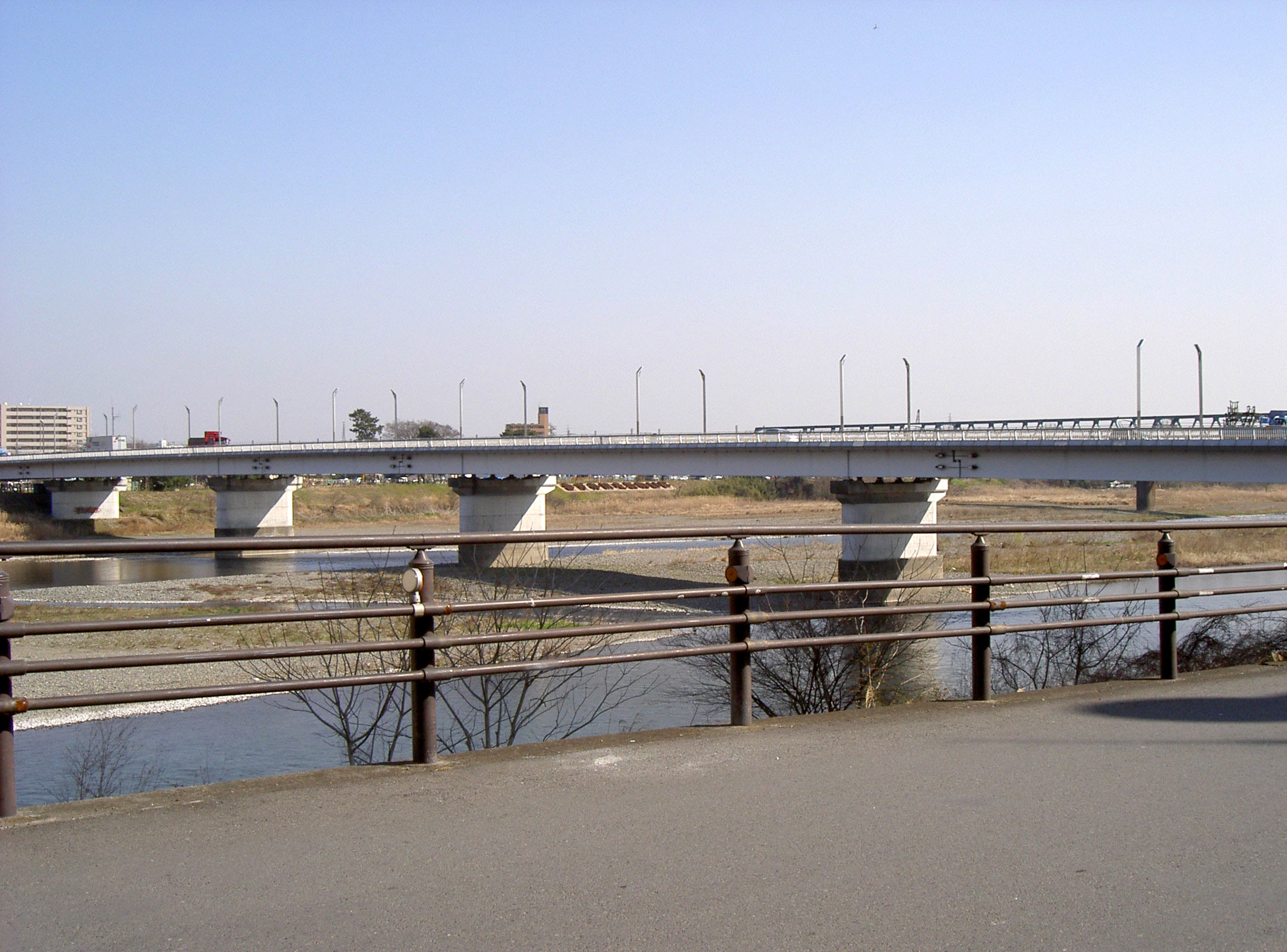
相模大橋。厚木市側上流より撮影。
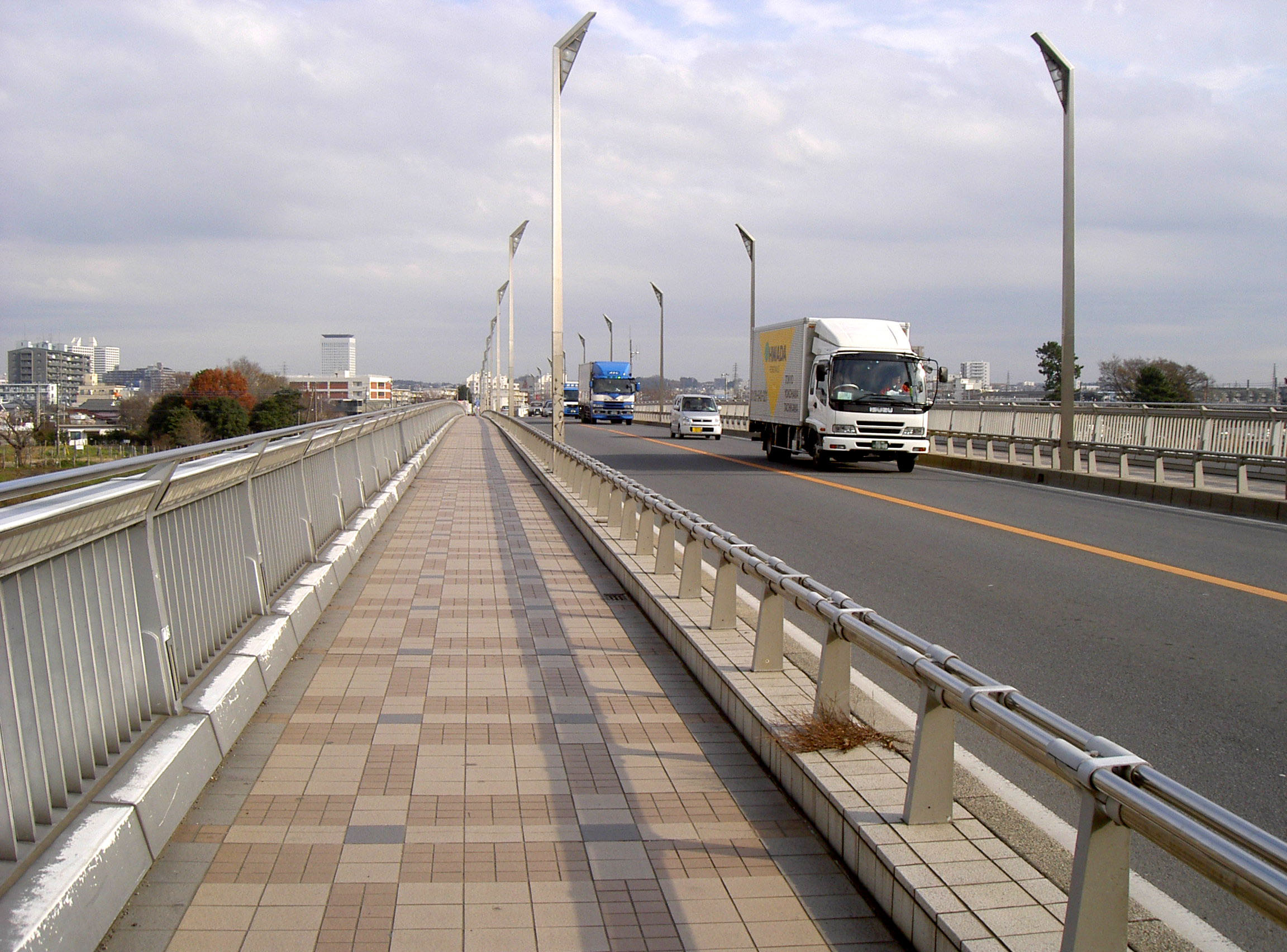
橋上。厚木市側より海老名市側を望む。
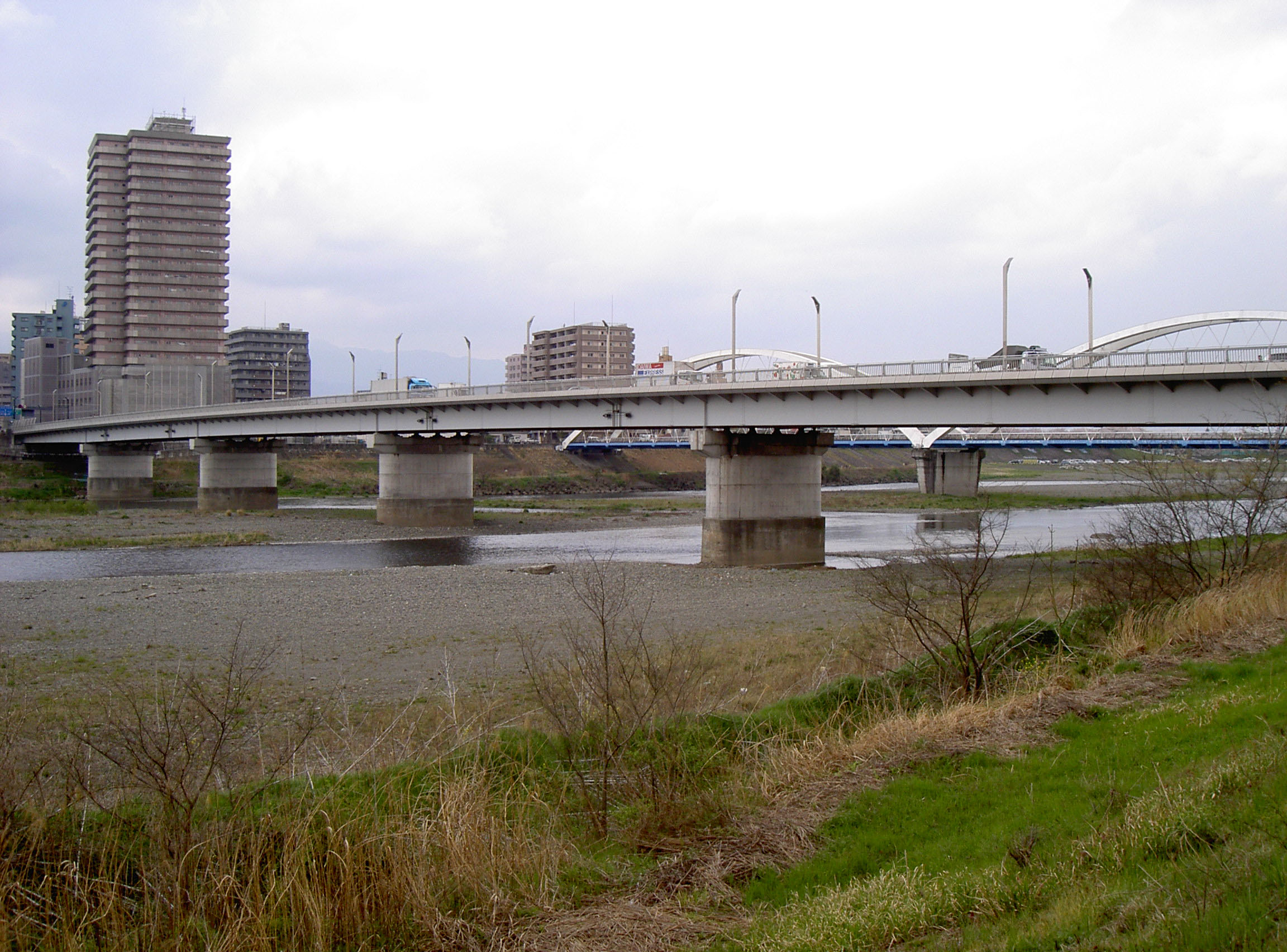
相模大橋。海老名市側下流より撮影。奥にあゆみ橋が見える。
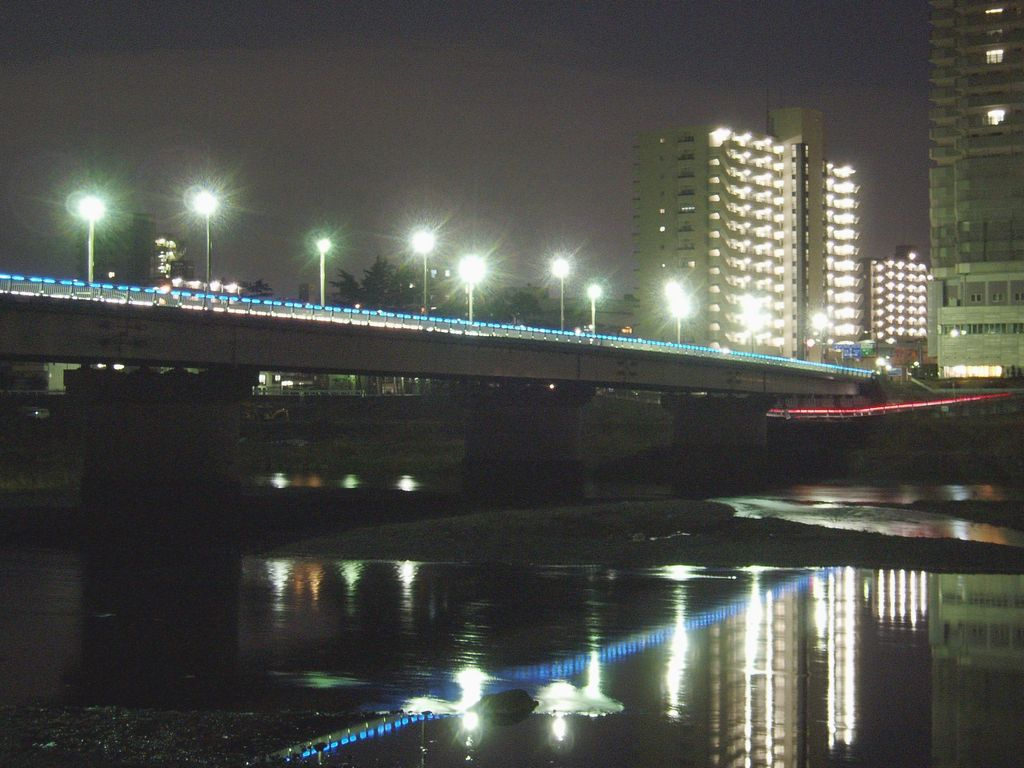
相模大橋の夜景。海老名市側上流より撮影。

## 近隣の橋
（上流）- 上郷水管橋 - 圏央相模川橋 - あゆみ橋 - 相模大橋
相模大橋 - 相模川橋梁 - 相模川橋 - 相模大堰 -（下流）